# Sorsogona nigripinna
Sorsogona nigripinna är en fiskart som först beskrevs av Charles Tate Regan, 1905.  Sorsogona nigripinna ingår i släktet Sorsogona och familjen Platycephalidae. Inga underarter finns listade i Catalogue of Life.